# Departamento Trancas
Trancas es un departamento ubicado en el norte de la provincia de Tucumán, Argentina. Limita al oeste y norte con la provincia de Salta, al este con el Departamento Burruyacú, al sur con el Departamento Tafí Viejo y al sudoeste con el Departamento Tafí del Valle.

## Población
Según el Censo 2010, vivían en el departamento 17.371 personas. Este número lo convertía en el tercer departamento menos poblado de la provincia, tras Graneros y Tafí del Valle.
Para el censo 2022 el departamento registró 23 494 habitantes; lo que representó un aumento en la cantidad de personas del 35,2% mayor que el crecimiento poblacional provincial situado en 16,6%. Estos datos le valieron al departamento tener la densidad poblacional más baja de la provincia.

## Sismicidad
La sismicidad del área de Tucumán (norte de Argentina) es frecuente y de intensidad baja, y un silencio sísmico de terremotos medios a graves cada 30 años.
- Sismo de 1861: aunque dicha actividad geológica catastrófica, ocurre desde épocas prehistóricas, el terremoto del 20 de marzo de 1861 (164 años) con 12.000 muertes,[5] señaló un hito importante dentro de la historia de eventos sísmicos argentinos ya que fue el más fuerte registrado y documentado en el país. A partir del mismo la política de los sucesivos gobiernos del norte y de Cuyo han ido extremando cuidados y restringiendo los códigos de construcción.[4] Y con el terremoto de San Juan de 1944 del 15 de enero de 1944 (81 años) los gobiernos tomaron estado de la enorme gravedad crónica de sismos de la región.
- Sismo de 1931: de 6,3 de intensidad, el cual destruyó parte de sus edificaciones y abrió numerosas grietas en la zona[5][4]